# Lingua arcia
La lingua arcia (аршаттен чIат) è una lingua caucasica nordorientale parlata in Russia, nella repubblica autonoma del Daghestan.

## Distribuzione geografica
Secondo Ethnologue, l'arcio è parlato da 970 persone, censite nel 2010, in 8 villaggi del Daghestan meridionale. Per altre fonti, invece, è parlato solo da alcune decine di persone appartenenti all'etnia Arci.

## Classificazione
Secondo Ethnologue, la classificazione completa della lingua arcia è la seguente:
- Lingue caucasiche settentrionali
  - Lingue caucasiche orientali
    - Lingue lesghiane
      - Lingua arcia

## Sistema di scrittura
| А а     | Аа аа     | АI аI   | АаI ааI   | ы         | Б б         | В в       | Г г         |
| Гв гв   | Гь гь     | Гъ гъ   | Гъв гъв   | ГъI гъI   | ГъIв гъIв   | ГI гI     | Д д         |
| е       | ее        | еI      | Ж ж       | Жв жв     | З з         | Зв зв     | И и         |
| Ии ии   | ИI иI     | Й й     | К к       | кк        | Кв кв       | ккв       | КI кI       |
| КIв кIв | Къ къ     | Къв къв | ккъ       | КъI къI   | ккъI        | КъIв къIв | КкъIв ккъIв |
| Кь кь   | Кьв кьв   | Л л     | Лъ лъ     | Ллъ ллъ   | Лъв лъв     | Ллъв ллъв | ЛI лI       |
| ЛIв лIв | М м       | Н н     | О о       | Оо оо     | ОI оI       | ооI       | П п         |
| Пп пп   | ПI пI     | Р р     | С с       | Сс сс     | Св св       | Т т       | Тт тт       |
| ТI тI   | Тв твI    | У у     | Уу уу     | УI уI     | Х х         | Хх хх     | Хв хв       |
| Ххв ххв | ХI хI     | ХьI хьI | ХхьI ххьI | ХьIв хьIв | ХхьIв ххьIв | Хъ хъ     | Хъв хъв     |
| ХъI хъI | ХъIв хъIв | Ц ц     | Цв цв     | ЦI цI     | ЦцI ццI     | Ч ч       | Чв чв       |
| ЧI чI   | ЧIв чIв   | Ш ш     | Щ щ       | Шв шв     | Щв щв       | Э э       | Ээ ээ       |
| ЭI эI   |           |         |           |           |             |           |             |

## Grammatica

### Nomi
Nella lingua arcia i nomi si flettono per numero (singolare o plurale) e per caso. Ci sono 10 casi regolari e 5 casi locativi che possono tutti prendere uno dei 6 suffissi direzionali. Ci sono inoltre 4 classi nominali.

#### Casi
| Caso        | Desinenza | Sg. 'montone'    | Pl. 'montoni'      |
| ----------- | --------- | ---------------- | ------------------ |
| Assolutivo  | -∅        | baˁkʼ            | baˁkʼ-ur           |
| Ergativo    | -∅        | beˁkʼ-iri        | baˁkʼ-ur-čaj       |
| Genitivo    | -n        | beˁkʼ-iri-n      | baˁkʼ-ur-če-n      |
| Dativo      | -s, -sː   | beˁkʼ-iri-s      | baˁkʼ-ur-če-s      |
| Comitativo  | -ʟ̝̊ːu      | beˁkʼ-iri-ʟ̝̊ːu    | baˁkʼ-ur-če-ʟ̝̊ːu    |
| Similativo  | -qˁdi     | beˁkʼ-iri-qˁdi   | baˁkʼ-ur-če-qˁdi   |
| Causale     | -šːi      | beˁkʼ-iri-šːi    | baˁkʼ-ur-če-šːi    |
| Comparativo | -χur      | beˁkʼ-iri-χur    | baˁkʼ-ur-če-χur    |
| Partitivo   | -qˁiš     | beˁkʼ-iri-qˁiš   | baˁkʼ-ur-če-qˁiš   |
| Sostitutivo | -k͡ʟ̝̊ʼəna   | beˁkʼ-iri-k͡ʟ̝̊ʼəna | baˁkʼ-ur-če-k͡ʟ̝̊ʼəna |

| Caso spaziale          | Desinenza  | Caso direzionale                  | Desinenza |
| ---------------------- | ---------- | --------------------------------- | --------- |
| Inessivo ("in")        | -aj / -a   | Essivo ("come")                   | -∅        |
| Intrativo ("tra")      | - qˁ(a-)   | Elativo ("fuori da")              | -š        |
| Superessivo ("sopra")  | -tːi- / -t | Lativo ("dentro")                 | -k        |
| Subessivo ("sotto")    | -k͡ʟ̝̊ʼ(a-)   | Allativo ("su")                   | -ši       |
| Pertingente ("contro") | -ra-       | Terminativo (specifica un limite) | -kena     |
|                        |            | Traslativo (indica cambiamento)   | -χutː     |

#### Classi nominali
| Classe | Descrizione                                                      | Singolare | Singolare | Plurale  |
| Classe | Descrizione                                                      | Prefisso) | Infisso   | Prefisso |
| ------ | ---------------------------------------------------------------- | --------- | --------- | -------- |
| I      | Maschile                                                         | w-        | -w-       | b-       |
| II     | Femminile                                                        | d-        | -r-       | b-       |
| III    | Oggetti inanimati e animali adulti                               | b-        | -b-       | ∅-       |
| IV     | Oggetti inanimati, animali giovani, metalli, parole con suffissi | ∅-        | -∅-       | ∅-       |